# Bradyporinae
Bradyporinae is een onderfamilie van rechtvleugelige insecten die behoort tot familie van de sabelsprinkhanen (Tettigoniidae). De bioloog Burmeister wordt abusievelijk ook wel als auteur genoemd.
Een soort die ook in Nederland en België voorkomt is de zadelsprinkhaan (Ephippiger diurnus). In het verleden werd het geslacht Ephippiger wel tot een aparte familie gerekend, Ephippigerinae, maar deze groep wordt niet langer erkend.

## Taxonomie
Onderfamilie Bradyporinae, volgens Orthoptera Species File omvat:
- Tribus Bradyporini Burmeister, 1838
  - Bradyporus Charpentier, 1825
  - Pycnogaster Graells, 1851
- Tribus Ephippigerini Brunner von Wattenwyl, 1878
  - Afrosteropleurus Barat, 2012
  - Albarracinia Barat, 2012
  - Baetica Bolívar, 1903
  - Baratia Llucià Pomares, 2021
  - Callicrania Bolívar, 1898
  - Coracinotus Barat, 2012
  - Corsteropleurus Barat, 2012
  - Dinarippiger Skejo, Kasalo, Fontana & Tvrtković, 2023
  - Ephippiger Berthold, 1827
  - Ephippigerida Bolívar, 1903
  - Lluciapomaresius Barat, 2012
  - Lucasinova Barat, 2012
  - Neocallicrania Pfau, 1996
  - Parasteropleurus Barat, 2012
  - Platystolus Bolívar, 1878
  - Praephippigera Bolívar, 1903
  - Sabaterpia Barat, 2012
  - Sorapagus Barat, 2012
  - Steropleurus Bolívar, 1878
  - Synephippius Navás, 1905
  - Uromenus Bolívar, 1878
- Tribus Zichyini Bolívar, 1901
  - Damalacantha Bei-Bienko, 1951
  - Deracantha Fischer von Waldheim, 1833
  - Deracanthella Bolívar, 1901
  - Deracanthina Bei-Bienko, 1951
  - Zichya Bolívar, 1901